# Prästerskap

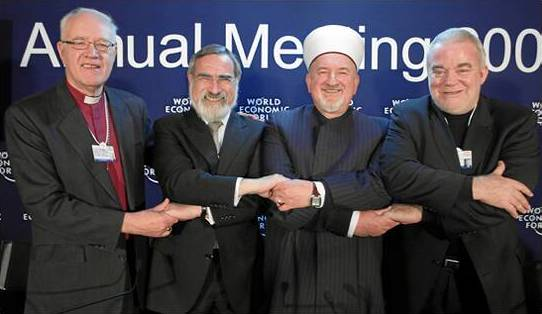
Prästerskap

Prästerskapet utgörs av en religions eller ett trossamfunds präster.

## Abrahamitiska religionerna

### Kristendom
Inom den romersk-katolska kyrkan och de östortodoxa kyrkorna har prästerna en exklusiv mellanställning mellan Gud och troende. Prästerna i romersk-katolska kyrkan kallas även klerker eller klerus. I protestantiska samfund betonas i många fall det allmänna prästadömet.
Klerus (från latin: clerus, grekiska: kleros, lott, arvedel) kallas det andliga ståndet inom den romersk-katolska kyrkan i motsats till dennas övriga medlemmar, lekmännen laici). Genom prästvigningen (ordinationen) upptas prästen i klerus, varigenom en outplånlig karaktär (character indelebilis) anses bli påtryckt prästen. Det yttre tecknet till prästvärdigheten är tonsuren. Inom klerus skiljs först och främst mellan de fyra lägre graderna (ordines minores) och de tre högre (ordines majores). De förra är (i stigande ordning) dörrvaktare (ostiarius), lektor, exorcist och akolut; de senare: subdiakon, diakon och presbyter (präst). Härtill komma vidare episkopatet och de högsta kyrkliga värdigheterna. Celibatet är tvångssak för de högre graderna, från och med subdiakonatet.
Under 500-talet växte kyrkans hierarki fram. Påvarna var världsliga härskare och fick en ordnad ekonomi på grund av peterspenningen, vilket innebar att man sände en årlig summa till påven i Rom. Klosterfolket, dvs. munkar och nunnor, avlade löften om att leva i kyskhet och fattigdom när de ingick i äktenskap med Gud. De fick betala en hemgift till kyrkan. Även kvinnor i kyrkan hade under denna tid en hög status i samhället.[källa behövs]

### Judendom
Judendomen saknar efter det aronitiska prästerskapets och levitiska prästerskapets upphörande präster. Dess religiösa verksamhet leds istället av lärda, kallade rabbiner.

### Islam

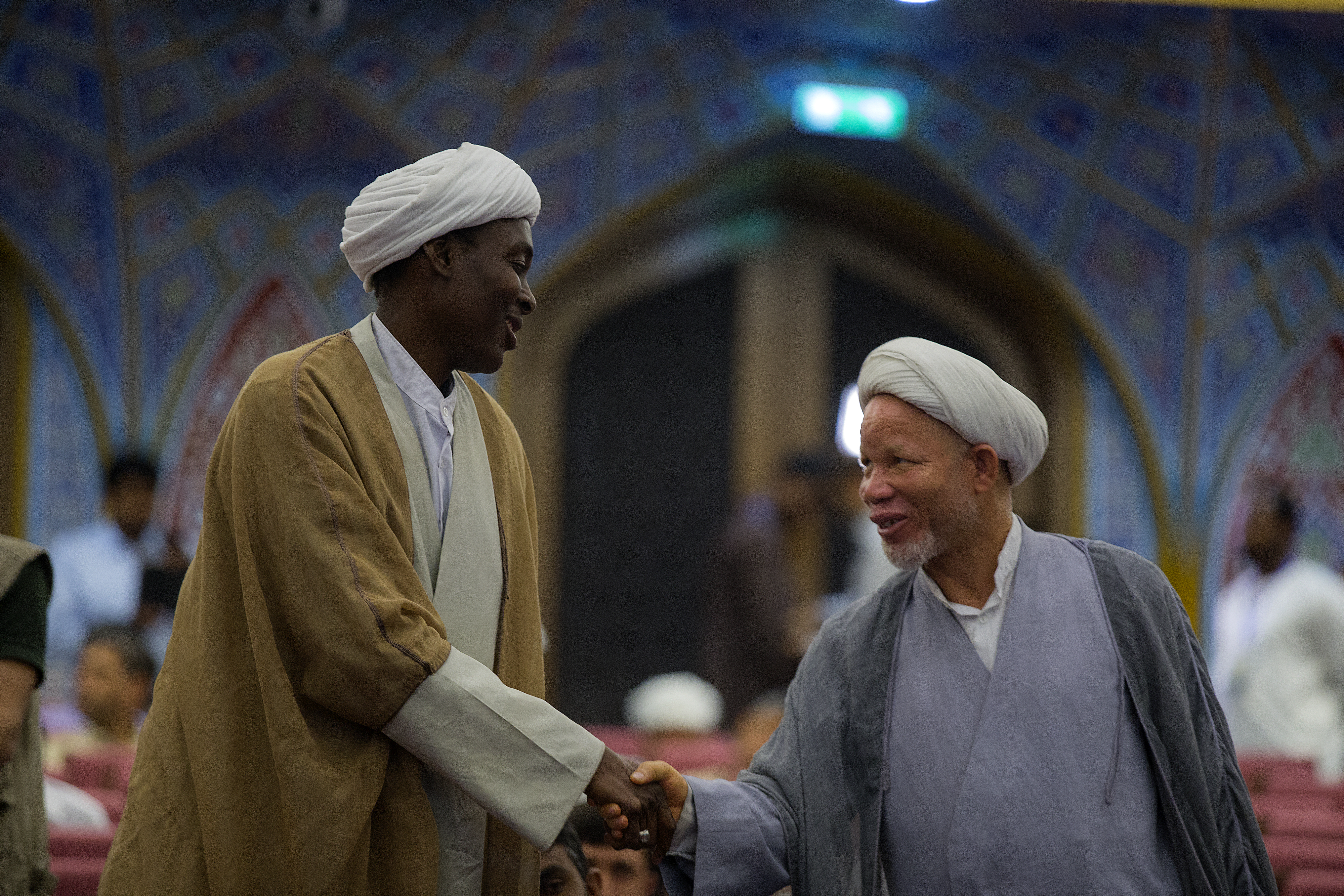

Islam saknar prästerskap. De troende (umma) leds av ulama, lärda.

## Andra religioner
Flera buddhistiska riktningar har präster, bland annat de japanska riktningarna jodoshinshu, tendai och zen. Många former av präster finns också inom hinduismen.